# Facultat de Teologia de Catalunya
La Facultat de Teologia de Catalunya és una institució eclesiàstica integrada a l'Ateneu Universitari Sant Pacià de Barcelona, té caràcter universitari i està fundada el 7 de març de 1968; es dedica a l'estudi i a l'ensenyament de la Teologia.

## Història
La Facultat de Teologia de Catalunya va ser promoguda conjuntament per l'Arquebisbe de Barcelona i pel Pare General de la Companyia de Jesús, a partir de la fusió de la Facultat de Teologia de la Companyia de Jesús, amb seu a Sant Cugat del Vallès i que tenia un llarg historial científic, i el Seminari Conciliar de Barcelona, amb seu a la ciutat i de reconeguda tradició cultural, afiliat fins al 1967 a la Pontifícia Universitat Gregoriana de Roma. La Companyia de Jesús regia, també amb seu a Sant Cugat del Vallès, una Facultat de Filosofia.
La nova Facultat de Teologia es configurà en dues seccions: la Secció Sant Francesc de Borja, amb seu a Sant Cugat del Vallès, i la Secció Sant Pacià, amb seu a Barcelona, a l'edifici del Seminari Conciliar. La Facultat de Teologia va mantenir aquesta estructura des del curs 1967‑1968 fins al curs 1983-1984. La col·laboració estreta de les dues institucions originàries, i la progressiva concentració en la Facultat de Teologia dels professors dels seminaris i cases de formació religiosa de Catalunya permeteren, durant la primera etapa de la Facultat, el compliment del propòsit inicial de reunir el més estretament possible els diversos esforços d'investigació, docència, col·laboració amb les esglésies locals i amb l'Església universal, i molt especialment el propòsit d'aportar a l'àmbit eclesial i cultural de Catalunya el servei específic del diàleg entre la fe i la cultura. En el seu origen era una de les úniques institucions educatives que ensenyava en català.
A partir del curs 1984‑1985, amb l'aprovació de la Santa Seu, comença una nova etapa de la Facultat de Teologia de Catalunya. La seva seu és a Barcelona a l'edifici del Seminari Conciliar, on tenia fins aleshores la seu la Secció Sant Pacià. Desapareix l'estructura en dues seccions. El claustre unitari el formen els professors pertanyents a la Secció Sant Pacià i altres professors que fins aleshores pertanyien a la Secció Sant Francesc de Borja. El 1984 el títol de la Facultat, fins aleshores Facultat de Teologia de Barcelona, esdevé Facultat de Teologia de Catalunya, a proposta de la mateixa Facultat aprovada per la Congregació. La Santa Seu va signar la Declaració de Bolonya per adherir-se a l'Espai Europeu d'Educació Superior el setembre del 2003. Per això a partir del curs 2005-2006 es van remodelar les activitats acadèmiques, uns canvis que es van implementar en tots els cursos de Grau el curs 2009-2010 i en els cursos de Màster el curs 2010-2011. L'Estat espanyol va reconèixer l'equivalència dels títols el 2011, amb el Reial Decret 1619/2011, de 14 de noviembre de 2011 publicat al Boe el 16 de noviembre de 2011. A l'inici del curs 2012-2013 la facultat tenia 273 alumnes.